# گونیلا بیس

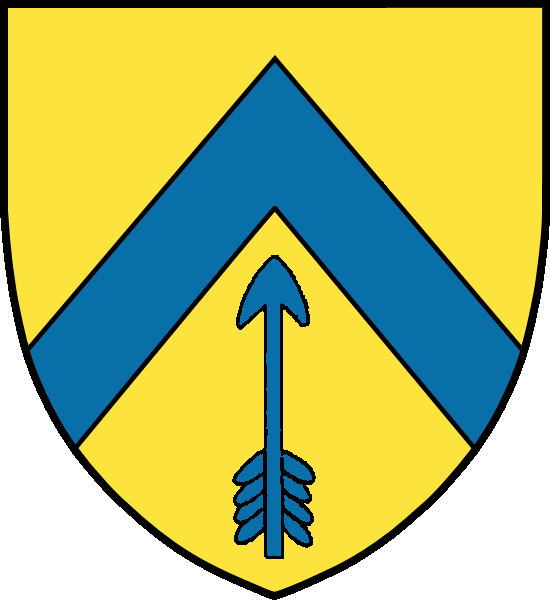
نشان خاندان بیس

گونیلا بیس شهره به گانهیلد (۱۴۷۵ – ۱۵۵۳) یک نجیب‌زاده فنلاندی (سوئدی) و صاحب قلعه ویبورگ از ۱۵۱۱ تا ۱۵۱۳ بود.

## پیشینه
بیس دختر یوهان استنسون بیس و کاترین جونزدوتر بود. او با ریکسراد اریک بیلکه، مالک و فرماندار وایبورگ ازدواج کرد. پس از مرگ همسرش در سال ۱۵۱۱، او سمت وی را به عنوان فرماندار موقت و فرمانده وایبورگ بر عهده گرفت تا اینکه فرماندار جدید، لرد تونی اریکسون توت، داماد بیس در سال ۱۵۱۳ جانشین او شد.
در طول دوره فرمانداری وی، معاهده صلح ۱۵۱۰ توسط روس‌ها تهدید شد، اما او مذاکرات صلح را تجدید کرد و در نتیجه اقدامات و سیاست‌های وی از وقوع یک جنگ جدید جلوگیری شد.
پس ازبازنشستگی، گونیلا بیس به سرپرستی و رسیدگی به املاکی که همسرش در سوئد برای او به ارث گذاشته بود، همت گماشت.
در سال ۱۵۲۰ در قلعه کالمار، دختر بزرگ بیس، آنا، تجربه‌ای سیاسی - جنگی مشابه با مادرش داشت. هنگامی که شوهر آنا، فرماندار وقت، درگذشت، او به فرمانداری رسید و امور جنگی علیه دانمارکی‌ها را رهبری کرد.

## میراث
بیس در ۷ آوریل ۱۵۵۳ در برنهامرا، سوئد درگذشت. کوچه خانم گونیلا به افتخار او نامگذاری شده‌است.